# Ponera juncifolia
Ponera juncifolia är en orkidéart som beskrevs av John Lindley. Ponera juncifolia ingår i släktet Ponera och familjen orkidéer. Inga underarter finns listade i Catalogue of Life.

## Bildgalleri

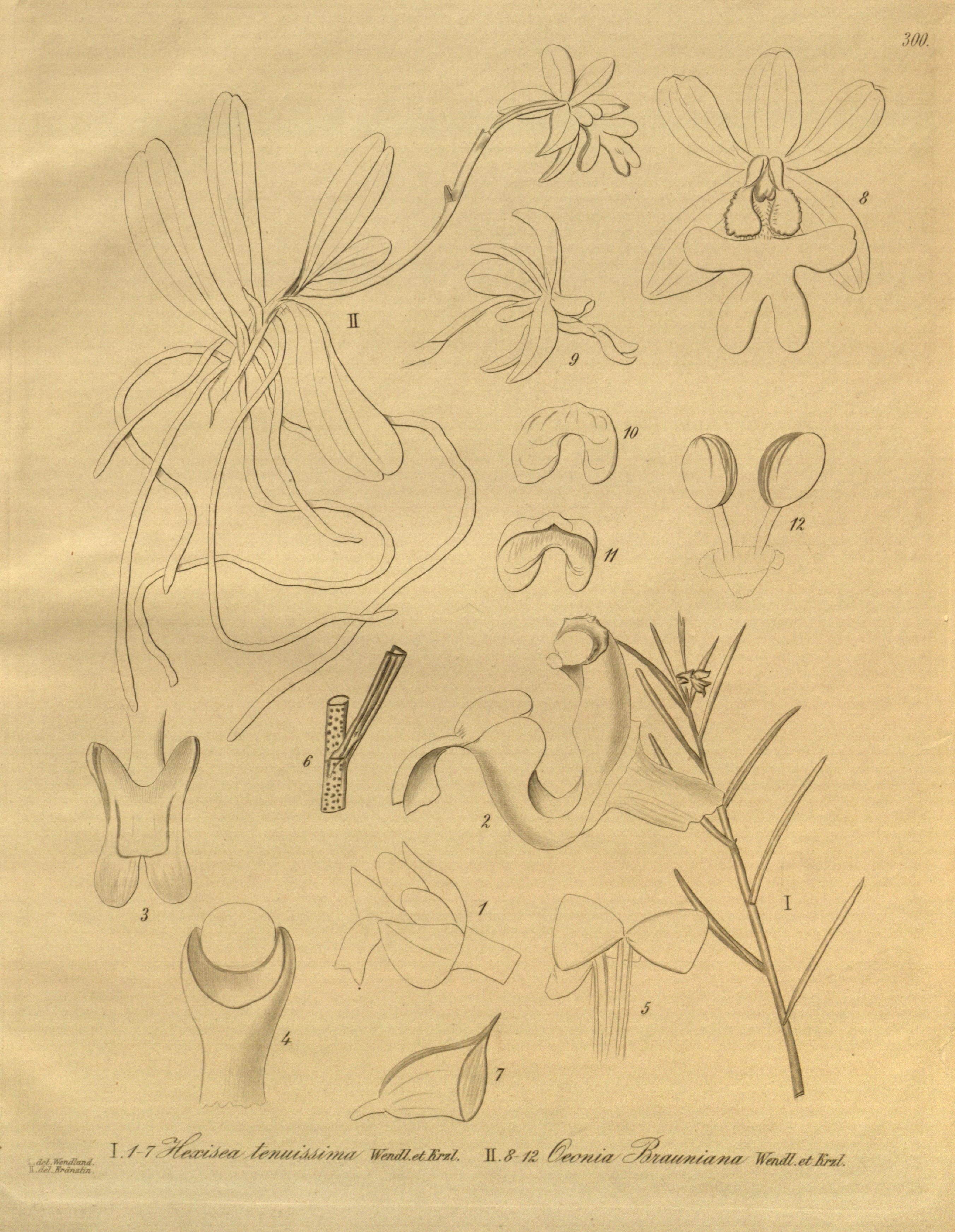